# Klementyna Umer
Klementyna Ewa Umer (ur. 30 sierpnia 1979 w Warszawie) – polska aktorka i piosenkarka.

## Życiorys
Urodziła się 30 sierpnia 1979 w Warszawie. Jest córką Adama Umera (ur. 1953), ekonomisty i Teresy Czerniewicz-Umer (ur. 1955), redaktorki książek turystycznych, a także bratanicą Magdy Umer.
Ukończyła Liceum Muzyczne im. Karola Szymanowskiego w Warszawie w klasie skrzypiec oraz Zespół Państwowych Szkół Muzycznych nr 1 w Warszawie w klasie piosenki, a także Wydział Polonistyki Uniwersytetu Warszawskiego. W 2006 zdała eksternistyczny egzamin aktorski ZASP, zyskując tytuł aktorki dramatycznej.
Prowadziła programy w radiu ESKA oraz Gold FM. Gra w warszawskich teatrach – Teatrze Rampa, Teatrze 6. piętro oraz w Kujawsko-Pomorskim Impresaryjnym Teatrze Muzycznym w Toruniu. Współpracuje ze studiami dubbingowymi Master Film, Start International Polska, Studio Sonica, SDI Media Polska, Studio PRL. Jest głosem w produkcjach Radia ESKA, League Of Legends oraz lektorką programów TV.
Jest żoną Jacka Bończyka.

## Role teatralne
- 2003: Wielka woda, reż. Jan Szurmiej (Komediantka) – Teatr Rampa, Warszawa[4]
- 2004: Sztukmistrz z Lublina, reż. Jan Szurmiej (Kataryniarz) – Teatr Rampa, Warszawa[5]
- 2004: Złota kaczka, reż. Jan Szurmiej (Córka wójta) – Teatr Rampa, Warszawa[6]
- 2005: Wielka wyprawa, reż. Piotr Furman (Lalka Gapcia) – Teatr Rampa, Warszawa[7]
- 2005: Kandyd, reż. Maciej Wojtyszko (Dzięcioł, Córka eunucha, Skrzypaczka) – Teatr Rampa, Warszawa
- 2006: Nie uchodzi, nie uchodzi… czyli Damy i huzary, reż. Maciej Wojtyszko (Zuzia) – Teatr Rampa, Warszawa[8]
- 2006: Brat naszego Boga, reż. Paweł Aigner (Głos) – Teatr Rampa, Warszawa[9]
- 2007: Jajokracja, reż. Jan Szurmiej (Mundurowa) – Teatr Rampa, Warszawa
- 2007: Tajemniczy ogród, reż. Cezary Domagała (Mary Lennox) – Teatr Rampa, Warszawa[10]
- 2007: Dobranoc, panowie, reż. Jerzy Satanowski – Teatr Atelier, Sopot[11]
- 2007: Jak stać się żydowską matką w dziesięć praktycznych lekcji…, reż. Jan Prochyra (Zuzia) – Teatr Rampa, Warszawa[12]
- 2007: Przyjaciółki, czyli jak zrobić recital, reż. Krzysztof Jaślar
- 2008: Pinokio, czyli świerszczowe opowieści, reż. Cezary Domagała (Świerszcz) – Teatr Rampa, Warszawa
- 2012: Mistrz i Małgorzata, reż. Michał Konarski (Annuszka) – Teatr Rampa, Warszawa[13]
- 2012: Stróż Niebieski, reż. Jacek Bończyk (Owca) – Teatr Stanisławowski, Łazienki Królewskie, Warszawa
- 2014: Bromba w sieci, reż. Maciej Wojtyszko (Narratorka/Babcia) – Teatr 6. piętro, Warszawa
- 2015: Młynarski obowiązkowo!, reż. Jacek Bończyk – Teatr 6. piętro, Warszawa[14]
- 2016: Walc kameralny, czyli Pan Wasowski mniej znany, reż. Jacek Bończyk – Teatr Muzyczny, Toruń[15]
- 2018: Nie tylko Starsi Panowie czyli Wasowski do Kwadratu, reż. Jacek Bończyk – Teatr Kwadrat im. E.Dziewońskiego, Warszawa[16]

## Filmografia
- 2007: Barwy szczęścia (odc.8)
- 2011: Maratończyk, reż. Marcin Konrad Malinowski
- 2013: Dzień z lata '39, reż. Sebastian Drożak
- 2016: Mały Jakub, reż. Mariusz Bieliński
- 2017: Azyl (The Zookeeper’s wife), reż. Niki Caro
- 2019: Kiedy zapaliliśmy świeczki, reż. Kinga Sura
- 2019: Interior, reż. Marek Lechki
- 2019: Na wspólnej (odc. 2916)
- 2020: Ślad (odc. 102)
- 2020: Komisarz Alex (sezon 14, odc. 12)
- 2020: Przyjaciółki (sezon 16, odc. 1 i 4)

### Polski dubbing
- 2007: Fantastyczna Czwórka, oryg. Fantastic Four – Susan Storm
- 2007: Dom dla Zmyślonych Przyjaciół pani Foster, oryg. Foster’s Home for Imaginary Friends – Fluffer-Nutter
- 2007: Blanka, oryg. Blanche – Lola
- 2007: 6 w pracy, oryg. 6teen – Marlowe
- 2007: Wielka rodzina, oryg. The Large Family – Sylwia Mądral, oryg. Sheena Smart
- 2007: Zawiadowca Ernie, oryg. Underground Ernie – Scarlet Retfern
- 2008: Jeszcze pięć minut, oryg. Five Minutes More – Grześ, oryg. Georgie
- 2008: The Bonbons Baby TV – Kasia
- 2008: Traktor Tom, oryg. Tractor Tom – Brumka, oryg. Rora
- 2008: Truskawkowe Ciastko, oryg. Strawberry Shortcake – Jagódka, oryg. Blueberry Muffin
- 2008: Spadkobiercy tytanów, oryg. Class of the Titans – Medelia
- 2008: Skunks Fu, oryg. Skunk Fu! – Lisica, oryg. Fox
- 2008: Wyspa totalnej porażki, oryg. Total Drama Island – Courtney
- 2008: Freefonix – DD i Diva
- 2008: Danny Phantom – Kicia, oryg. Kitty
- 2008: Bill i Ben, oryg. Bill and Ben – Oset
- 2008: Piorun, oryg. Bolt
- 2008: Potwory kontra Obcy, oryg. Monsters vs. Aliens
- 2008: Potwory i piraci, oryg. Mostri e pirati – Blanka oryg. Jips
- 2009: Bobinogsi, oryg. Bobinogi – Nib
- 2009: Lily i Pepper, oryg. Lily & Pepper Baby TV – narratorka
- 2009: Magiczna uliczka, oryg. Dream Street (TV series) – Mleczko, oryg. Half-Pint
- 2009: Huntik: Łowcy tajemnic, oryg. Huntik: Secrets & Seekers – Scarlet Bryne, Medea
- 2009: Noc w muzeum 2, oryg. Night at the Museum: Battle of the Smithsonian – Amelia Earhart
- 2009: Lou! – Mama Lou, Emma
- 2009: Klub Winx, oryg. Winx Club – Roxy
- 2009: Plan Totalnej Porażki, oryg. Total Drama Action – Courtney
- 2010: Viva High School Musical Meksyk: Pojedynek, oryg. High School Musical: El Desafio Mexico – Pau (piosenki)
- 2010: Wakfu – Endo, Nusica
- 2010: Małe zoo Lucy, oryg. 64 Zoo Lane – mama Bizon
- 2010: H2O – wystarczy kropla, oryg. H2O: Just Add Water – Sophie Benjamin
- 2010: Trzecia, róg Ptasiej, oryg. 3rd & Bird – Pani Papużka, oryg. Missy
- 2010: Dalej, Diego!, oryg. Go, Diego, Go! – różne postacie
- 2010: Pingwiny z Madagaskaru, oryg. The Penguins of Madagascar – Lulu
- 2010: Titeuf
- 2010: Strażackie opowieści, oryg. Firehouse Tales
- 2010: Roztańczona Angelina: Nowe kroki, oryg. Angelina Ballerina: The Next Steps – Panna Mimi, oryg. Ms. Mimi
- 2010: Aniołki i spółka, oryg. Angel’s Friends – Kabala oryg. Kabale
- 2010: Jak ukraść księżyc, oryg. Despicable Me
- 2010: Geronimo Stilton
- 2010: Zafalowani, oryg. Stoked – Mel, Amber
- 2010: Czarodzieje z Waverly Place, oryg. Wizards of Waverly Place – Sara
- 2010: Super Hero Squad, oryg. The Super Hero Squad Show – Storm, Mistique, Basia
- 2010: Totalna Porażka w trasie, oryg. Total Drama World Tour – Courtney
- 2010: Huntik: Łowcy tajemnic, oryg. Huntik: Secrets & Seekers – Holoton
- 2010: High School Musical Argentyna, oryg. High School Musical: El Desafio (Argentina) – Clari
- 2010: Liga Złośliwców, oryg. League of Super Evil – Van Pantalon
- 2010: Moje życie ze mną, oryg. My Life & Me – Alexia, Lulu, Saleshia
- 2010: Hubble 3D – K. Megan McArthur
- 2010: Magiczny duet – Twitches – Ileana
- 2010: Magiczny duet 2 – Twitches too – Ileana
- 2010–2011: Avengers: Potęga i moc, oryg. The Avengers: Earth’s Mightiest Heroes – Janet Van Dyne/Wasp
- 2010: Pora na przygodę!, oryg. Adventure Time – Marcelina oryg. Marceline the Vampire Queen, Panna Jednorożek, oryg. Lady Rainicorn, BMO
- 2010: Poruszamy wyobraźnię, oryg. Imagination Movers – Kopciuszek, oryg. Cinderella
- 2010: Sezon na misia 3, oryg. Open Season 3 – Ursa
- 2010: Bob Budowniczy, oryg. Bob the Builder
- 2010: Megamocny, oryg. Megamind
- 2010: Sally Bollywood, oryg. Sally Bollywood: Super Detective – Nigel, Ernest
- 2011: Sea Rex 3D – Julia
- 2011: Titeuf
- 2011: Dalej, Diego!, oryg. Go, Diego, Go!
- 2011: Jake i Blake, oryg. Jake & Blake – Julie
- 2011: Pora na przygodę!, oryg. Adventure Time – Marcelina, Panna Jednorożek, BMO
- 2011: Liga złośliwców, oryg. League of Super Evil – Van Pantalon
- 2011: Ul, oryg. The Hive – Mama Bzyczka, oryg. Mamma Bee
- 2011: Pokémon: Czerń i Biel – Profesor Juniper, Walla, Daniela
- 2011: Delfin Plum, oryg. Delfín: La historia de un soñador – Delfina, Emo
- 2011: Barbie i Akademia Księżniczek, oryg. Barbie A Princess Charm School – Lorraine
- 2011: Heca w Zoo, oryg. Zookeeper
- 2011: Supa Strikas: Piłkarskie rozgrywki, oryg. Supa Strikas
- 2011: Hippa Hippa Hey – narratorka
- 2011: Franklin i przyjaciele, oryg. Franklin and Friends – Mama Franklina, oryg. Mrs. Turtle
- 2011: Disney’s Friends for Change Games – Valerie Baroni, Eve Ottino
- 2011: Artur ratuje gwiazdkę, oryg. Arthur Christmas
- 2011: Happy Feet: Tupot małych stóp 2, oryg. Happy Feet Two
- 2011: Księżycowy Miś, oryg. Der Mondbär – Biedronka oryg. Marienkäfer
- 2011: Klub Winx serial – Amore, Wyrocznia, Nova
- 2011: Lorax
- 2011: Winx Club: Magiczna przygoda 3D, oryg. Winx Club 3D – Magica Avventura – Darcy
- 2011: Avengers: Potęga i Moc, oryg. The Avengers: Earth’s Mightiest Heroes – Wasp
- 2011: PopPixie serial – Amore
- 2011: Pingwiny z Madagaskaru, oryg. The Penguins of Madagascar – Lulu
- 2012: Risen 2: Mroczne Wody, oryg. Risen 2: Dark Waters – Patty
- 2012: Klub Winx serial – Amore
- 2012: PopPixie serial – Amore
- 2012: Avengers: Potęga i Moc, oryg. The Avengers: Earth’s Mightiest Heroes – Wasp
- 2012: Koszykarze, oryg. The Basketeers
- 2012: Drużyna Bejbisiów, oryg. The Babyhood
- 2012: Tulisie. Przygoda w słonecznej krainie, oryg. La Tropa de Trapo en el país donde siempre brilla el sol – Pysio oryg. Milo
- 2012: Tempo Express – Isabella, Julia Cezar
- 2012: Pokémon: Czerń i biel – Profesor Juniper
- 2012: Klinika dla pluszaków, oryg. Doc McStuffins – mama Amelki, Val
- 2012: Mój kumpel anioł, oryg. Wingin’ it – Denise
- 2012: Strażnicy marzeń, oryg. Rise of the Guardians – mama Jamiego Bennetta
- 2012: Żółwik Sammy 2
- 2012: Nawet nie wiesz, jak bardzo Cię kocham, oryg. Guess How Much I Love You – Niebieski Ptak
- 2012: Forza Horizon – (gra) – Hailey Harper
- 2012: Dance Central 3 – (gra) – Jaryn
- 2012: Tomb Raider – (gra) – Sam
- 2012: Kung Fu Panda: Legenda o niezwykłości, oryg. Kung Fu Panda – Legends of Awesomeness
- 2012: Robot i Potwór, oryg. Robot and Monster – Nessie
- 2013: Zambezia
- 2013: iCarly – Dana, Kasey, Kirstin
- 2013: Nina Patalo – Nina (odc.40-60)
- 2013: Code 5 – Dana
- 2013: Robot i Potwór, oryg. Robot and Monster – Nessie
- 2013: Pokémon: Czerń i Biel: Ścieżki Przeznaczenia – Profesor Juniper, Cher
- 2013: Barbie i siostry w krainie kucyków – Marlene
- 2013: Dinopociąg – Sana Sanajeh
- 2013: Astro-małpy – Złoczysta
- 2013: Fred szczęściarz, oryg. Lucky Fred – X-Bot i inne
- 2013: Pokémon: Czerń i biel: Przygody w Unova – Profesor Juniper
- 2013: Knack – (gra) – Charlotte
- 2013: Aion – (gra)
- 2013: Percy Jackson: Morze potworów – Thalia
- 2013: Pora na przygodę – Marcelina, Panna Jednorożek, BMO
- 2013: Kumba, oryg. Khumba
- 2013: Gra Endera, oryg. Ender’s Game – Behavi
- 2013: Kraina lodu
- 2013: Roztańczona Angelina – Panna Mimi
- 2013: Tajemnicze złote miasta – narratorka
- 2014: Totalna porażka – plejada gwiazd – Courtney
- 2014: Psia paczka – Tabhita, Mama
- 2014: Rodzinka nie z tej ziemi
- 2014: Winx – Amore
- 2014: Palace Pets – Baletka (gra)
- 2014: Roztańczona Angelina – Panna Mimi
- 2014: AION – Kimeia (gra)
- 2014: Klinika dla pluszaków – mama Emilki, Dart, Kiara
- 2014: Franklin i przyjaciele – mama Franklina, Bea
- 2014; Niesamowity Spiderman
- 2014: Wiedźmin 3: Dziki Gon – Śniączka Corine Tilly, Tower, Slightora i inne postacie
- 2014: Lolirock – Talia
- 2015: Czarownica Emma (oryg. Every Witch Way) – Lily
- 2015: Pora na przygodę – Marcelina, Panna Jednorożek, BMO
- 2015: Super 4 – Księżniczka Leonora
- 2015: Dinopociąg
- 2015: Dora poznaje świat
- 2015: Barbie Rockowa księżniczka (oryg. Barbie in Rock 'N Royals) – wokalistka
- 2015: Lolirock – Talia
- 2015: Disney Infinity 3.0 – Mulan (gra)
- 2015: Żółwik Sammy i spółka – Anabel, Shelly, mama Roberta, odpowiedniczka Anabel z Idealnej Rafy
- 2015: Klub Winx Sezon 7 – Roxy i Amore
- 2015: Dora i przyjaciele – Mary-Ann
- 2015: Chica Vampiro – Nastoletnia wampirzyca
- 2015: Minionki (oryg. Minions)
- 2015: Lego Elves – Skyra, Ragana
- 2015: Jessie
- 2015: Dziewczyna poznaje świat (oryg. The Girl meets world) – Charlotte, pani Ducksberry, Angela Moore, dziennikarka
- 2015: Żywe trupy – Alice (słuchowisko)
- 2015: Klinika dla pluszaków, oryg. Doc McStuffins – mama Emilki, Winded Winnie
- 2015: Ul – mama Bzyczka i Rubi
- 2015: Hugo i łowcy duchów – Patricia Thompson, mama Toma
- 2015: Baby Alive – Baby go bye-bye – głos zabawki
- 2015: Mike i Molly – Su
- 2015: Nawet nie wiesz, jak bardzo cię kocham – Niebieski Ptaszek
- 2015: Dorwać Asa (oryg. Get Ace) – panna Velma, Reporterka, inter Niania
- 2016: Uncharted 4: Kres złodzieja (gra)
- 2016: Doom  – głos placówki UAC, głos samouczka SnapMap (gra)
- 2016: AION (gra)
- 2016: My Little Pony: Przyjaźń to magia – księżniczka Ember
- 2016: Totalna Porażka: Wariacki wyścig – Stephanie, Mary
- 2016: Ul – Mama Bzyczka i Rubi
- 2016: Lego Elves – Ragana
- 2016: Atomówki – Ms Keane, Sana, Chelsea
- 2016: Magiczne Magiimiecze – Zange, Fuud
- 2016: Nicky, Ricky, Dicky, Dawn – Ciara, Lucy, Instruktorka baletu
- 2016: Pora na przygodę! – Marcelina, Panna Jednorożek, BMO, Patrycja
- 2016: SKOA (gra)
- 2016: Dorwać Asa – Kerri-Ann Gilcrest, pani Velma, pani Burmistrz, Emma
- 2016: StarCraft II: Nova Covert Ops (gra)
- 2016: Wissper
- 2016: X-Men: Apocalypse – Moira McTaggert
- 2016: Lego Gwiezdne Wojny: Przebudzenie mocy (gra)
- 2016: Tini: Nowe życie Violetty – mama Tini
- 2016: Szajbus i pingwiny – pani Swampy, Narratorka
- 2016: Titanfall 2 – Gates (gra)
- 2016: My little Pony Equestria – Gloriosa Daisy
- 2016: Lolirock – Talia
- 2016: Backstage – Maria
- 2016: Szeryf Kaja na Dzikim Zachodzie (oryg. Sheriff Callie's Wild West) – Grimy Grace
- 2016: Rick i Morty – Beth Smith
- 2016: Tituf – Lucy
- 2016: League of Legends – Yorick (gra)
- 2016: Shimmer i Shine – Zeta
- 2016: Call of duty: Infinite Warfare (gra) – Sally
- 2016: Zoey 101
- 2016: Knack 2 – Charlotte (gra)
- 2016: Wkręceni nakręceni (oryg. Walk the prank) – Allie
- 2016: Syberia 3 (gra)
- 2016: Rock Dog. Pies ma głos!
- 2017: Prey – Mikhaila Ilyushin (gra)
- 2017: Horizon Zero Dawn – Nakoa, Christina Hsu-vhey, Guliyer's wife, Contestant 2 (gra)
- 2017: Baby Alive – Snackin Noodles Baby – głos zabawki
- 2017: Ostatni smok świata – Maria
- 2017: Piękna i Bestia
- 2017: Lego Elves – Ragana, Quartzine
- 2017: Magiczne Magiimiecze – Zange, Fuud, Glori, Bimm, ptak Frank, Borg, Sparkles, Calilia, Danelda
- 2017: Fangbone! – mama Billa
- 2017: Atomówki – Ms. Keane, Edith
- 2017: Supa Strikas – Ms. Hemsford
- 2017: Lolirock – Talia
- 2017: Battlefield 1 (gra)
- 2017: Riko prawie bocian – Gołębica z pomarańczową czapką
- 2017: Zaplątani: serial – Królowa Arianna
- 2017: Inspektor Gadżet – Kayla, dr Idica Marvins, Śpiewający telegram i inni
- 2017: Wonder Woman – dr Maru, czyli Doktor Trucizna
- 2017: Pora na przygodę! – Marcelina, Panna Jednorożek, BMO, Królewna Szlamu
- 2017: Destiny 2 – Macierz Janet/April (gra)
- 2017: Shimmer i Shine – Zeta
- 2017: Cars 3 – reporterka
- 2017: Bruno i Bucior – kurator Snow
- 2017: Super 4 – Księżniczka Leonora, Mądra Wróżka
- 2017: Need 4 Speed: Payback – policjantka w patrolu 2-4 (gra)
- 2017: Mała Wielka Stopa (oryg. The Son of Bigfoot) – Gienia
- 2017: Wujcio Dobra Rada – różne postaci
- 2017: My little Pony – księżniczka Ember
- 2017: Lego Ninja Go – White Tiger, Sif (gra)
- 2018: Lego Elves – Ragana
- 2018: Ninjago – Cesarzowa (Empress)
- 2018: Atomówki – Ms. Keane, Czuri, Sapna, Marsha
- 2018: My little Pony – Blue Bobbin, Ember
- 2018: Zaplątani:serial – Królowa Arianna
- 2018: Shimmer i Shine – Zeta
- 2018: Sammy i spółka – Annabel
- 2018: Claude – Panna Sza, Wanda Wosk
- 2018: Luis i obcy – Pani Winter
- 2018: Magiczne Magiimiecze – Zange, Fuud, Borg, Bimm, Nana Merfen, Frank Paul
- 2018: Zagubiona w Oz – Cyra (mama West), Margolette (mama Ojo)
- 2018: Pora na przygodę! – Marcelina, BMO
- 2018: Spiderman (gra)
- 2018: Dora the Explorer Worldwide Adventure – narratorka (gra)
- 2018: Odlotowy nielot – Mama
- 2018: Hearthstone (gra)
- 2018: Super 4 – księżniczka Leonora
- 2018: Winston i Dudley – Pam Magedon
- 2018: Rozczarowani (oryg. Disenchantment) – Całuśka i inne postaci
- 2018: Królewska Akademia Bajek – Kalipso
- 2018: Destiny 2 – Macierz (gra)
- 2018: Kacze opowieści – matka Sknerusa
- 2018: Biały Kieł – Maggie
- 2018: Kulipari żabia armia – Stargazer
- 2018: Clifford – wielki czerwony pies – Mama, Pani Bleakman
- 2018: Rage 2 (gra)
- 2018: Ratownicy  Malibu: serial (oryg. Malibu Rescue)
- 2018: Polly Pocket – Lila

### Teatr Polskiego Radia
- 2012: Nie uchodzi, nie uchodzi...czyli damy i huzary Aleksander Fredro, reż. Maciej Wojtyszko – Zuzia

## Ważniejsze nagrody i wyróżnienia
- 2001 – Grand Prix na X Międzynarodowym Przeglądzie Piosenki w Jarocinie
- 2002 – III nagroda na Festiwalu Sztuk Estradowych OF-SET w Warszawie
- 2002 – Grand Prix w konkursie Pamiętajmy o Osieckiej w Warszawie
- 2003 – nagroda za najlepszą interpretację tekstu Jonasza Kofty na IV Ogólnopolskim Festiwalu MUFKA
- 2005 – I miejsce na 32. Spotkaniach Zamkowych Śpiewajmy poezję w Olsztynie
- 2005 – wyróżnienie na 41. Festiwalu Piosenki Studenckiej w Krakowie
- 2006 – nagroda dyrektora artystycznego Festiwalu Śpiewające Eurydyki w Zielonej Górze
- 2006 – laureatka 10. Ogólnopolskiego Festiwalu Piosenki Artystycznej w Rybniku
- 2008 – finalistka Festiwalu „Pejzaż bez Ciebie”: Grzegorz Ciechowski w Bydgoszczy
- 2008 – laureatka nagrody specjalnej attaché kulturalnego Ambasady Francuskiej na Ogólnopolskim Festiwalu Piosenki Francuskiej CHANTONS A WROCŁAW
- 2019 – Nagroda Publiczności Festiwalu Polskich Wideoklipów Yach Film za teledysk Nie poznaję siebie (reż. Olga Czyżykiewicz)

## Dyskografia
- 2009 – „Pamiętajmy o Osieckiej – Najlepsze wykonania z konkursów 2002–2008” (CD Fundacja Okularnicy)
- 2010 – „Dzieci Hioba” (Agencja Artystyczna MTJ)
- 2010 – „Tradycja – piosenki żydowskie” (Agencja Artystyczna MTJ)
- 2012 – „Osiecka – O miłości” (Universal Music Group)
- 2018 – Klementyna Umer „Tajemnica” (Strefa Wilka)
- 2019 – „Bardowie i poeci: Jeremi Przybora” (MTJ)